# Cryptotriton veraepacis
Espèce
Synonymes
- Chiropterotriton veraepacis Lynch & Wake, 1978

Statut de conservation UICN

 CR B1ab(iii) : 
En danger critique
Cryptotriton veraepacis est une espèce d'urodèles de la famille des Plethodontidae.

## Répartition
Cette espèce est endémique du Guatemala. Elle se rencontre dans les départements de Baja Verapaz et d'Alta Verapaz entre 1 610 et 2 290 m d'altitude dans la Sierra de las Minas.

## Description
Le mâle holotype mesure 68,0 mm de longueur totale dont 28,2 mm de longueur standard et 39,8 mm de queue.

## Étymologie
Le nom spécifique veraepacis vient du latin vera, le printemps, et de pax, la paix, en référence à l'habitat de cette espèce, "un pays magnifique de paix véritable".

## Publication originale
- Lynch & Wake, 1978 : A new species of Chiropterotriton (Amphibia: Caudata) from Baja Verapaz, Guatemala, with comments on relationships among Central American members of the genus. Contributions in Science. Natural History Museum of Los Angeles County, no 294, vol. 6, p. 1-22 (texte intégral).